# عشق در پاریس (فیلم ۲۰۱۳)
عشق در پاریس (به هندی: Ishkq in Paris) فیلمی است محصول سال ۲۰۱۳ و به کارگردانی پریم راج است. در این فیلم بازیگرانی همچون پریتی زینتا، گارو چانانا، ایزابل آجانی، مالا سینها، شکهار کاپور، چانکی پاندی ایفای نقش کرده‌اند.